# Romain Kremer
Romain Kremer, né le 1er avril 1982 à Villefranche-de-Rouergue dans l'Aveyron, est un styliste français.

## Biographie
Il est diplômé en arts appliqués de l'École Duperré à Paris en 2002. Il a ensuite travaillé pour l'entreprise Christian Dior sur les collections Monsieur.

## Prix et distinctions
En 2005, il obtient le prix de la créativité au vingtième Festival International de la Mode et de la Photographie de Hyères.

## Projets pluridisciplinaires

### Art contemporain
En 2005, il réalise une installation performance pour la Fondation Cartier dans le cadre des soirées nomades.
En 2006, Romain Kremer s'investit dans un projet de création contemporaine « entrance » qui analyse les interactions entre la scène, les arts plastiques et la recherche sur le vêtement. Il travaille notamment en collaboration avec le chorégraphe Christian Rizzo. Cette opération s'effectue en coopération avec les écoles d'arts nationales (École nationale supérieure des beaux-arts, École nationale supérieure de création industrielle), le Centre national des arts plastiques et le Centre national de la danse. Elle se décline en ateliers de travail, conférences et expositions.

### Studio Harcourt
En 2010, les précédentes collections de mode de Romain Kremer sont mises en scène et photographiées par le Studio Harcourt. «Retro Spectrum Romain Kremer» sera présentée à Paris le 27 juin 2010, puis la rétrospective sera exposée dans les principales capitales européennes de la mode.

## Créateur de mode

### Romain Kremer
Romain Kremer lance sa marque homonyme de prêt à porter pour hommes en participant aux défilés de mode parisiens lors de la traditionnelle fashion week. Il utilise des couleurs fluorescentes, des matières plastiques et des jeux de transparences pour faire des créations qui se veulent futuristes. Le styliste français est remarqué pour son style anticonformiste, le rapport du vêtement au corps et l'utilisation de la musique électronique lui vaudra la reconnaissance du New York Times « le jeune français sait créer le show ». Il a été comparé au Pierre Cardin des années 1960.

### Maison Mugler
Le départ de Rosemary Rodriguez de la maison Mugler amène en septembre 2010 un triumvirat à la tête de la maison parisienne: Romain Kremer pour les collections hommes, Sébastien Peigné pour les collections femmes et Nicola Formichetti comme directeur artistique. 
De 2011 à 2013, Romain Kremer est le créateur responsable de la collection de prêt à porter homme de la marque Thierry Mugler en collaboration avec le directeur artistique Nicola Formichetti.

### Camper
La marque de chaussures espagnole Camper fait régulièrement appel à des designers tant pour ses boutiques que pour ses collections. À partir de 2009, le créateur rejoint Campeur, et travaillera sur la collection «Together». Cette collaboration portera le styliste à devenir en 2014 le directeur créatif de la marque espagnole. En juin 2019, la marque annonce Kremer n'occupera plus ce poste à la fin de la campagne automne-hiver.

### Mykita
2009-2011: Collaboration aux collections de lunettes de soleil de la marque Mykita, spécialiste allemand de la lunette. Cette collaboration a suscité la création de trois modèles de paires de lunettes: Romain, Yuri et Gordon.
La première monture, dénommée Romain, est fondée sur un  système de protection des yeux utilisé par les inuits. Elle a été faite par Romain Kremer, et présentée pour la saison printemps/été 2010. 
Le modèle Yuri, présenté pour la seconde saison avec Mykita a eu un brusque succès lorsque Lady Gaga est photographiée avec lors d'une sortie publique à Londres. Le Los Angeles Times s'est demandé qui pourrait porter des lunettes si étranges . 
Pour sa dernière collaboration avec Mykita lors de la saison automne/hiver 2011, Romain Kremer a présenté une paire de lunettes nommée Gordon.